# Рамачандра
Рамачандра (каннада ರಾಮಚಂದ್ರ; д/н–1311) — 7-й чакравартін Держави Сеунів в 1271–1311 роках. Відомий також як Рамадева. В першій половині панування зумів розширити володіння, але наприкінці зазнав поразки й визнав зверхність Делійського султанату.

## Життєпис
Син Крішни I. На момент смерті батька 1261 року був дуже молодим або дитиною, тому трон перейшов до його стрийка Махадеви. Після смерті останнього 1270 року націлився на отримання влади. Цьому сприяла політика стриєчного брата Аммани, який своїм миролюбством викликав невдоволення військовиків та знаті. Восени 1271 року рамачандра внаслідок змови повалив Амману, захопивши трон.
Вже 1271 року виступив проти Джаявармана II Парамара, але не досяг повної перемоги. За цим атакував Віраму Ваґелу, магараджахіраджа Гуджари, але не зміг того здолати. Близько 1274/1275 року виступив проти Арджунавармана II Парамара, магараджахіраджи Малави, якому завдав поразки й змусив визнати свою зверхність.
Восени 1275 року відправив війська під орудою Салува Тікками, Джоїдеви та Харапала проти Нарасімхи III, магараджахіраджи Держави Хойсалів. У січні 1276 року в битві біля Белаваді війська Сеуна здобули перемогу. Інша сеунська армія під орудою Каннарадеви здобула перемогу біля Дораваді. Проте спроба у квітні захопити ворожу столицю Дварасамдру виявилася невдалою. Зрештою бойові дії тривали ще протягом декількох років. Вони принесли чималу здобич до скарбниці Рамачандри.
З 1278 року вступив у протистояння з Делійським султанатом, відбиваючи напади полководців останнього. Разом з тим посилив свій вплив в області між Гоа і Чаулом.

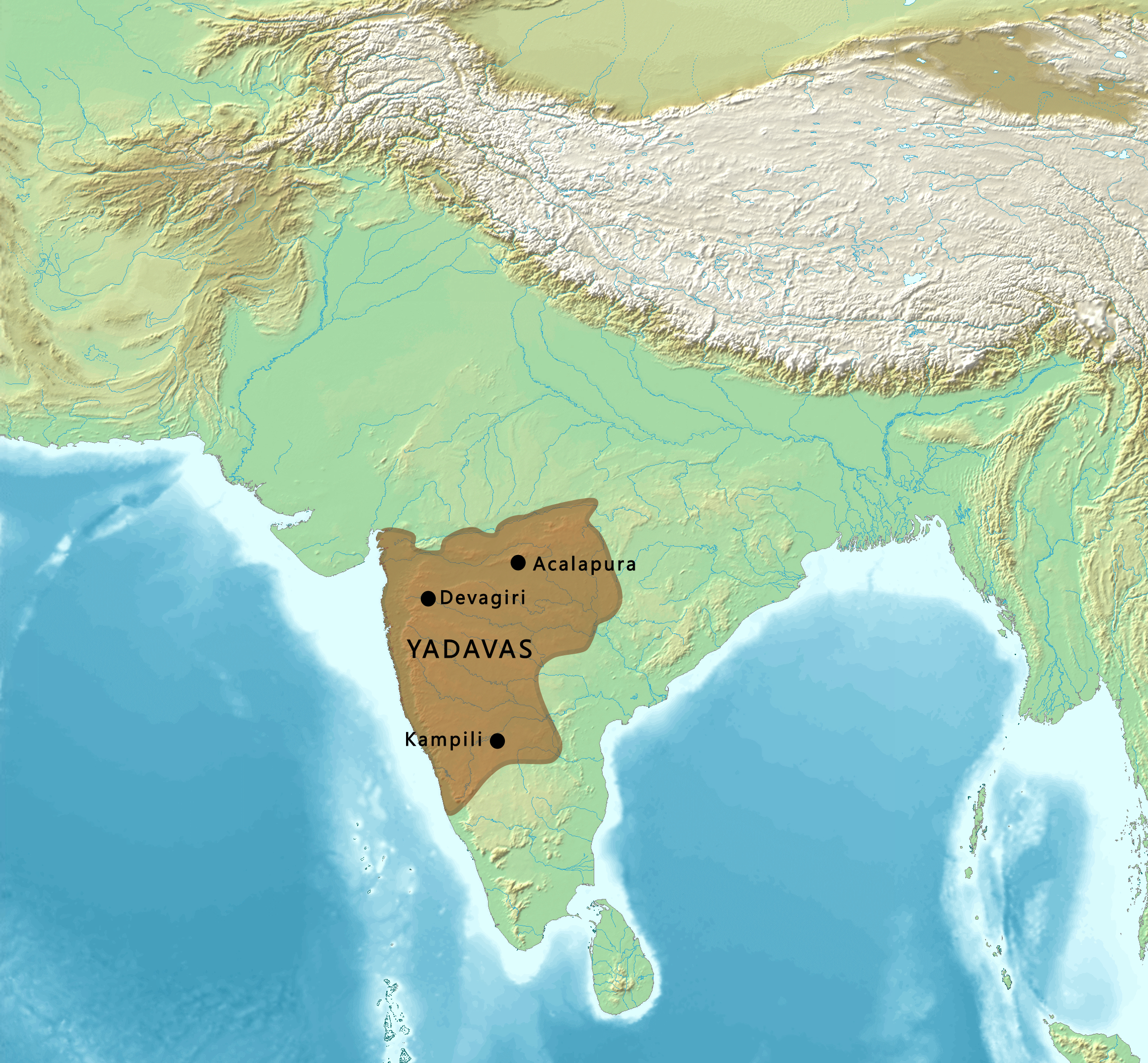
Володіння на 1296 рік

У 1280-х роках активно підтримував васалів Рудрамадеві. магарані Держави Какатіїв, сподіваючись послабити ту, але не досяг значного успіху. Втім підкорив дрібні князівства на північному сході — Ваджракара і Бгандаґара. 1286 року скористався послаблення Делійського султанату, зайнявши місто Каші. Проте 1290 року вимушен був його залишити під тиском султана Джалал-уд-діна Фіруза. Водночас придушив повстання в Хеді та Конкані (узбережжя Аравійського моря). Здійснив успішний похід до регіону Дагала, де правила одна з гілок Калачура.
1296 року раптово зазнав нападу з боку делійського полководця Алауддіна. Оскільки основні сили на чолі із ювараджею (спадкоємцем трону) Сімганою були відсутні, Рамачандра не мав змоги протистояти, тому визнав зверхність Делійського султанату. Але під час завершення перемовин повернувся Сімгана, який атакував Алауддіна, втім зазнав поразки. Відтак розмір данини було збільшено.
Послабленням Сеунів скористався Пратапарудра II, магараджа Держави Какатіїв, що захопив східні області Держави Сеунів. В свою чергу перейшов у наступ Віра Балала III, маграджахіраджа Держави Хойсалів, який відвоював землі, втрачені його попередниками у 1210-х роках.
1303 року Рамачандра з огляду на потужне вторгнення монголів на Делі відмовився від залежності з боку Делійського султанату, переставши відправляти данину. 1308 року відбивши напад монголів султан Алауддін, відправив військо на чолі із Маліком Кафуром проти Сеунів, який завдав поразки рамачандрі та його синові. Рамачандра потрапив у полон. Султан надав йому титул раджахіраджа та місто Навсарі (в Гуджараті) в якості джаґіру. Рамачандра в свою чергу видав заміж за султана свою доньку Джатьяпалі.
1309 року надав допоміжні війська Маліку Кафуру у війні проти Какатіїв, а 1311 року — проти Хойсалів. Помер Рамачандра 1311 року. Йому спадкував син Сімгана III, якого було повалено делійським військом після повстання 1313 року проти султана Алауддіна. Інший син Рамачандри — Бгіма — втік до регіону Конкан, де заснував князівство Магім. Трон Сеунів зайняв онук Рамачандри — Харапаладева, якого було повалено 1317 року, а володіння Сеунів приєднано до Делійського султанату.